# Rua Al-Mu'izz

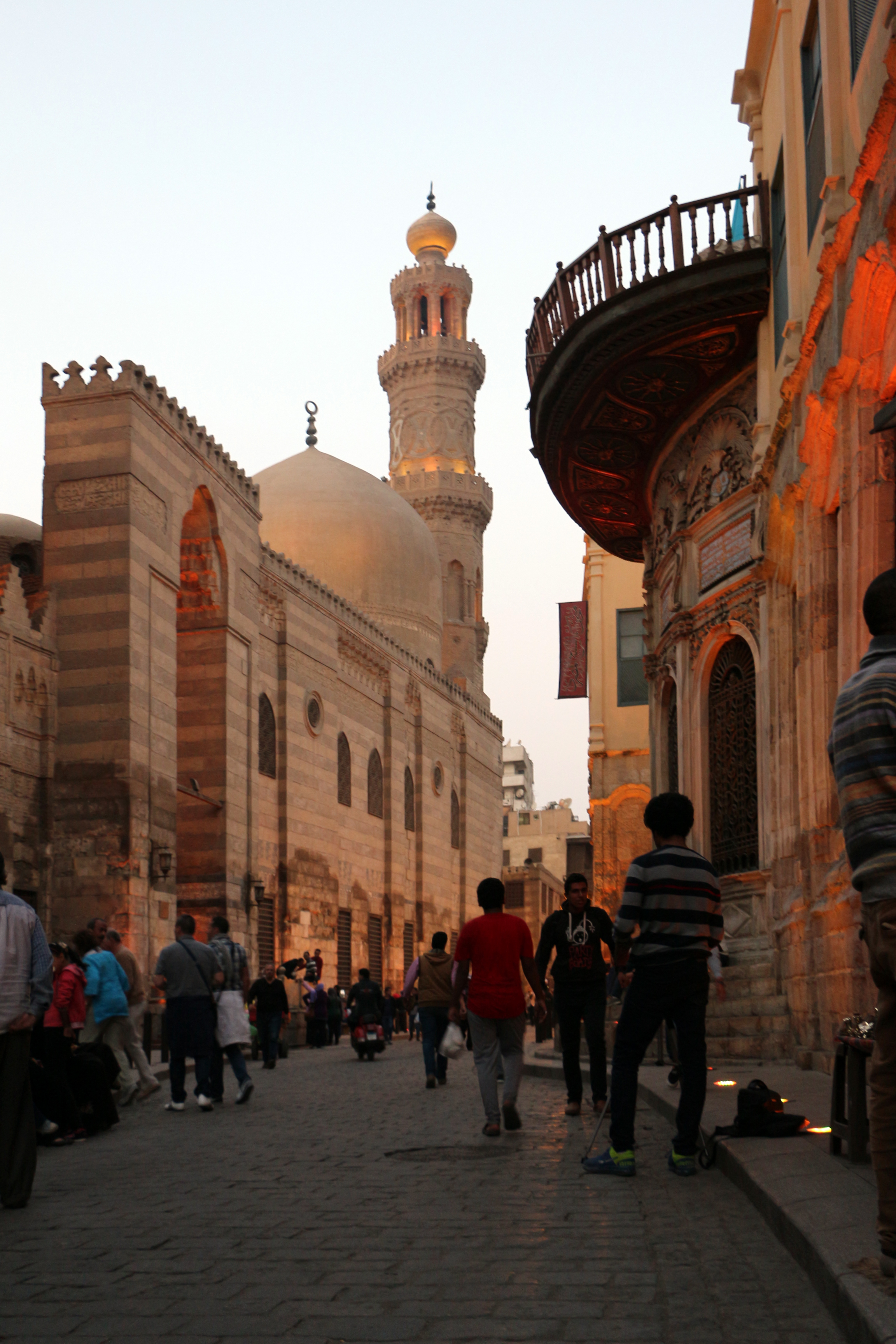
rua Al-Mu'izz, seção de Bayn al-Qasrayn.

A rua Al-Muizz li-Din Allah al-Fatimi (em árabe: شارع المعز لدين الله الفاطمي), ou simplesmente rua Al-Muizz, é uma importante via que se estende de norte a sul na cidade murada do Cairo histórico, no Egito. É uma das ruas mais antigas do Cairo, remontando à fundação da cidade (não contando a cidade anterior de Fostate) pela dinastia Fatímida no século X, sob seu quarto califa, Al-Mu'izz li-Din Allah (Almuiz Aldim Alá), em cuja homenagem a rua recebeu o nome. Historicamente, era a via mais importante da cidade e frequentemente era chamada de Casbá, Qasaba (ou Qasabah). Ela constituía o eixo principal das zonas econômicas da cidade, onde seus souqs (mercados) estavam concentrados. O prestígio da rua também atraiu a construção de muitos edifícios religiosos e de caridade monumentais encomendados pelos governantes e elites do Egito, tornando-a um denso repositório da arquitetura islâmica histórica no Cairo. Isso é especialmente evidente na área de Bayn al-Qasrayn, que é cercada por alguns dos monumentos mais importantes do Cairo Islâmico.

## Disposição

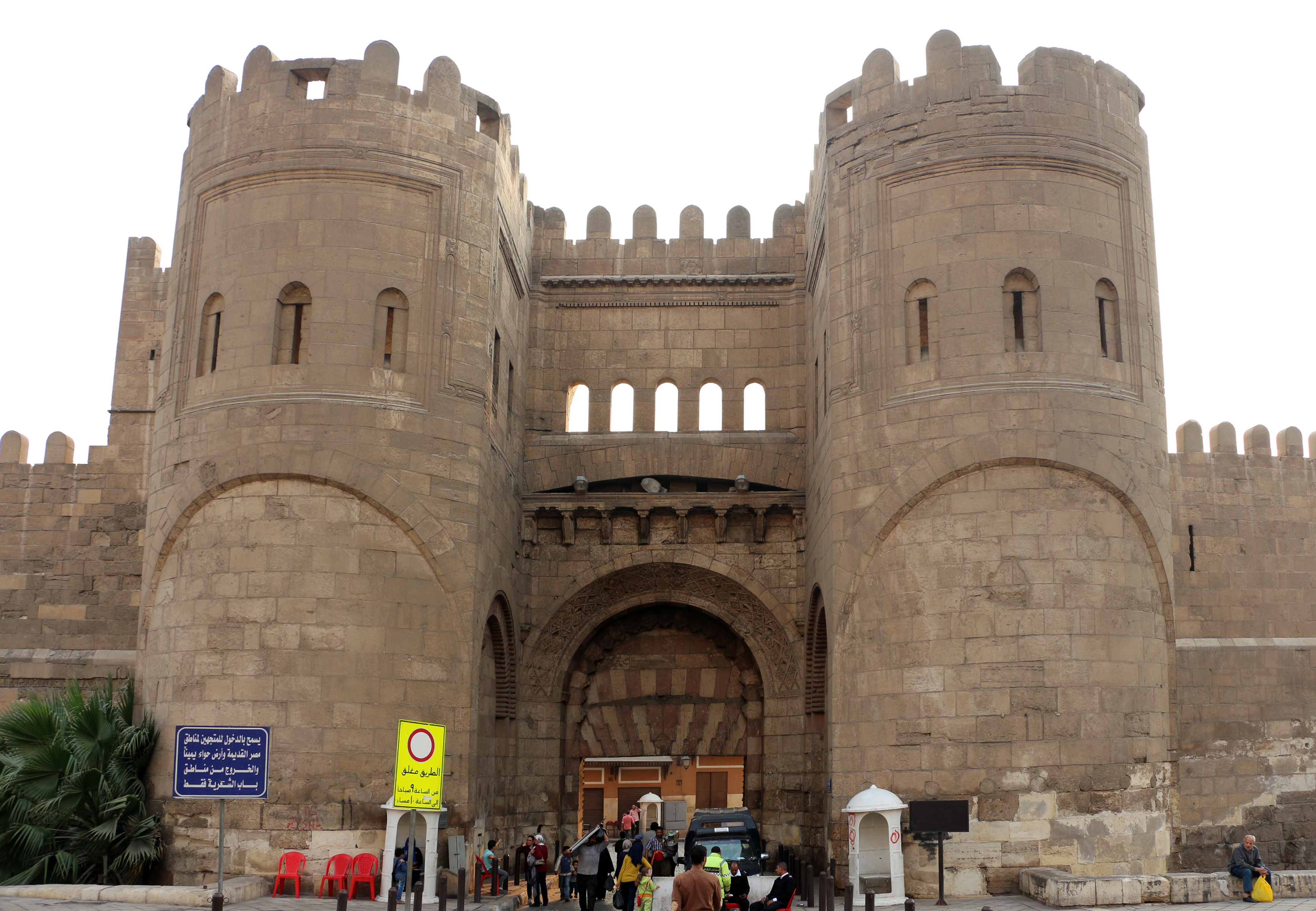
Babe Alfutu, o portão da cidade fatímida na extremidade norte da rua al-Muizz.

A rua Al-Muizz se estende desde o portão da cidade de Babe Alfutu, ao norte, até o portão de Babe Zueila, ao sul, ambas entradas nas muralhas de pedra construídas pelo vizir Badre Aljamali no século XI. Isso a torna uma das ruas mais longas da cidade murada, com aproximadamente um quilômetro de extensão. Embora o nome rua Al-Muizz geralmente se aplique apenas à rua dentro da histórica cidade murada, na prática, a estrada que começa na rua Al-Muizz continua (sob vários nomes) mais ao sul por alguns quilômetros, passando pelo Casbá Radwan Bey (rua al-Khayamiya) e, finalmente, terminando no grande cemitério de Al Arafa (Cemitério do Sul ou Cidade dos Mortos).

## História

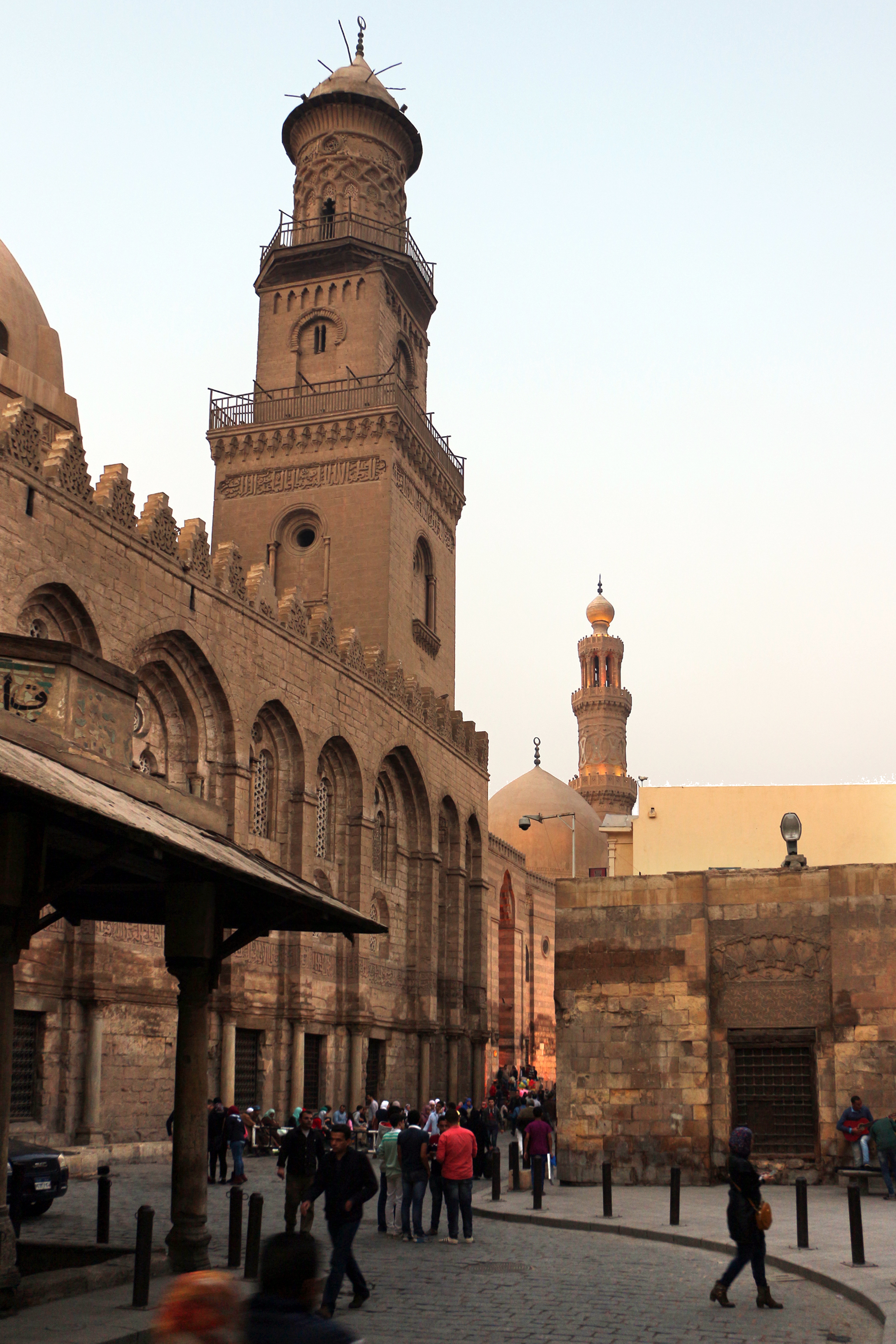
O Complexo do Sultão Calavuno (frente) e a Mesquita Madrasa do Sultão Barcuque.

Historicamente, a rua era referida como a Casbá (uma palavra de uso variável em árabe, mas, neste caso, referindo-se a uma parte central da cidade), e constituía o principal eixo urbano da vida econômica e religiosa no Cairo.
Ela foi traçada no início da fundação do Cairo pela dinastia Fatímida. Os fatímidas conquistaram o Egito em 969 EC com um exército Cotama do norte da África sob o comando do general Jauar Assiquili. Em 970, Jauar foi responsável pelo planejamento, fundação e construção de uma nova cidade para servir como residência e centro de poder dos califas fatímidas. A cidade foi chamada de al-Mu'izziyya al-Qaahirah, a "Cidade Vitoriosa de al-Mu'izz", mais tarde simplesmente chamada de "al-Qahira", que se transformou no nome moderno de Cairo: 80 . A cidade ficava a nordeste de Fostate, a capital existente e a principal cidade do Egito. Assiquili organizou a cidade de modo que dois grandes palácios para os califas estivessem no centro, enquanto entre eles havia uma praça importante conhecida como Bayn al-Qasrayn ("Entre os Dois Palácios"). A rua principal da cidade conectava seus portões norte e sul e passava entre os palácios por meio de Bayn al-Qasrayn. Neste período da história da cidade, no entanto, o Cairo era uma cidade restrita, acessível apenas ao califa, ao exército, aos funcionários do Estado e a outras pessoas necessárias para o funcionamento da cidade-palácio.

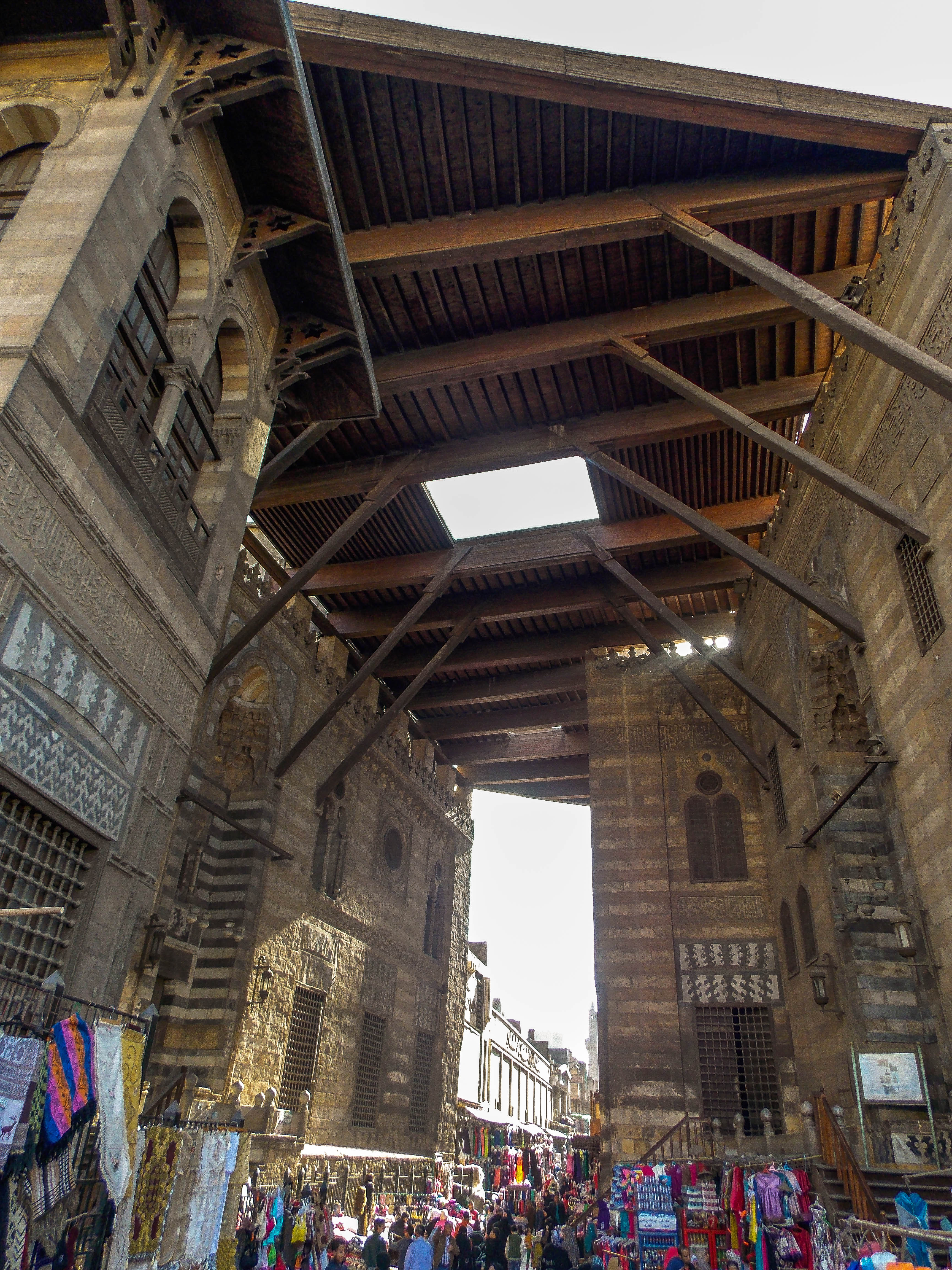
A rua Al-Muizz passa entre as duas alas do complexo do Sultão Algauri.

Após o fim do regime fatímida em 1171, sob o comando de Salah ad-Din (Saladino), a cidade foi aberta aos civis e passou por grandes transformações. Nos séculos seguintes, o Cairo se transformou em um centro urbano de grande escala que acabou eclipsando a antiga cidade de Fostate. Os sultões aiúbidas e seus sucessores mamelucos, que eram muçulmanos sunitas com o desejo de apagar a influência dos fatimidas muçulmanos xiitas, progressivamente demoliram e substituíram as estruturas fatimidas por seus próprios edifícios e instituições. A sede do poder e a residência dos governantes do Egito também foram transferidas daqui para a recém-construída Cidadela ao sul, iniciada por Saladino em 1176. A avenida Casbá (rua al-Muizz) passou de um eixo parcialmente cerimonial para uma importante rua comercial, com lojas e souqs (mercados) se estabelecendo ao longo da maior parte de sua extensão. O distrito comercial de Khan el Khalili desenvolveu-se no lado leste da Casbá e, em parte porque não havia mais espaço para expansão ao longo dessa rua, estendeu-se mais para o leste em direção à Mesquita/Santuário de Huceine  e à Mesquita de Alazar.
No entanto, mesmo com a remoção das residências reais, sua importância simbólica perdurou e ela continuou sendo um dos locais de maior prestígio para a construção de mesquitas, mausoléus, madrasas e outros edifícios monumentais encomendados pelos sultões e pelas altas elites dos regimes. Durante o período mameluco, em particular, a rua se encheu de grandes monumentos arquitetônicos, muitos dos quais ainda estão de pé. Novos edifícios patrocinados pela realeza continuaram a ser construídos mesmo no século XIX, sob o comando de Maomé Ali e seus sucessores.
No século XX, a construção de uma grande via de desvio conhecida como rua al-Azhar, que vai do moderno centro do Cairo, a oeste, até Alazar e, mais tarde, até a rodovia Salah Salem, a leste, criou uma grande interrupção no caminho tradicional da rua al-Muizz. Hoje, a cidade antiga é, até certo ponto, dividida em duas por essa grande via que corta o antigo tecido urbano, passando entre a área de Khan el-Khalili e o complexo do Sultão Axerafe Cançu Algauri, do século XVI.

## Edifícios históricos da rua Muizz

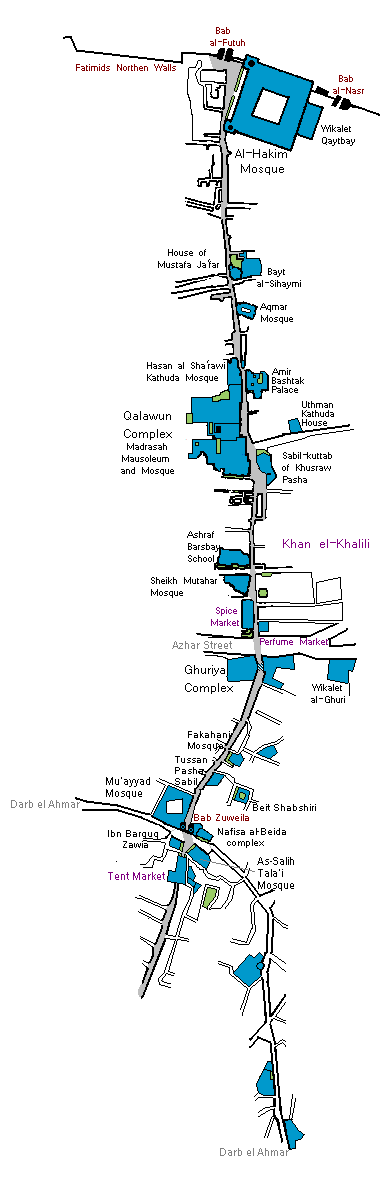
Mapa da parte norte da rua Muizz.

Abaixo está uma lista de monumentos históricos notáveis ou registrados, de muitos períodos diferentes, que estão situados hoje ao longo da rua al-Muizz. A lista vai (aproximadamente) de norte a sul, começando em Babe Alfutu e terminando em Babe Zueila.
Os seguintes monumentos estão na parte norte da rua al-Muizz, entre Babe Alfutu e a rua Alazar:
- Madrasa do Sultão Algauri (1505)
- Mausoléu do Sultão Algauri (1505)
- Mesquita Fakahani (1735)
- Sabil de Tusun Pasha (1820)
- Mesquita de Muayyad (1420)
- Wikala e Sabil de Nafisa Bayda (1796)

Além de Babe Zueila, o caminho da estrada continua mais ao sul, mas com nomes diferentes. Alguns monumentos, entretanto, estão claramente localizados ao longo dela, na saída de Babe Zueila:
- Zauia de Nácer Alfaraje (1408)
- Mesquita Salih Tala'i (1160)
- Cásba Radwan Bey (1650)

## Projeto de revitalização
A partir de 1997, o governo nacional realizou amplas reformas nos edifícios históricos, edifícios modernos, pavimentação e esgoto para transformar a rua em um "museu a céu aberto".

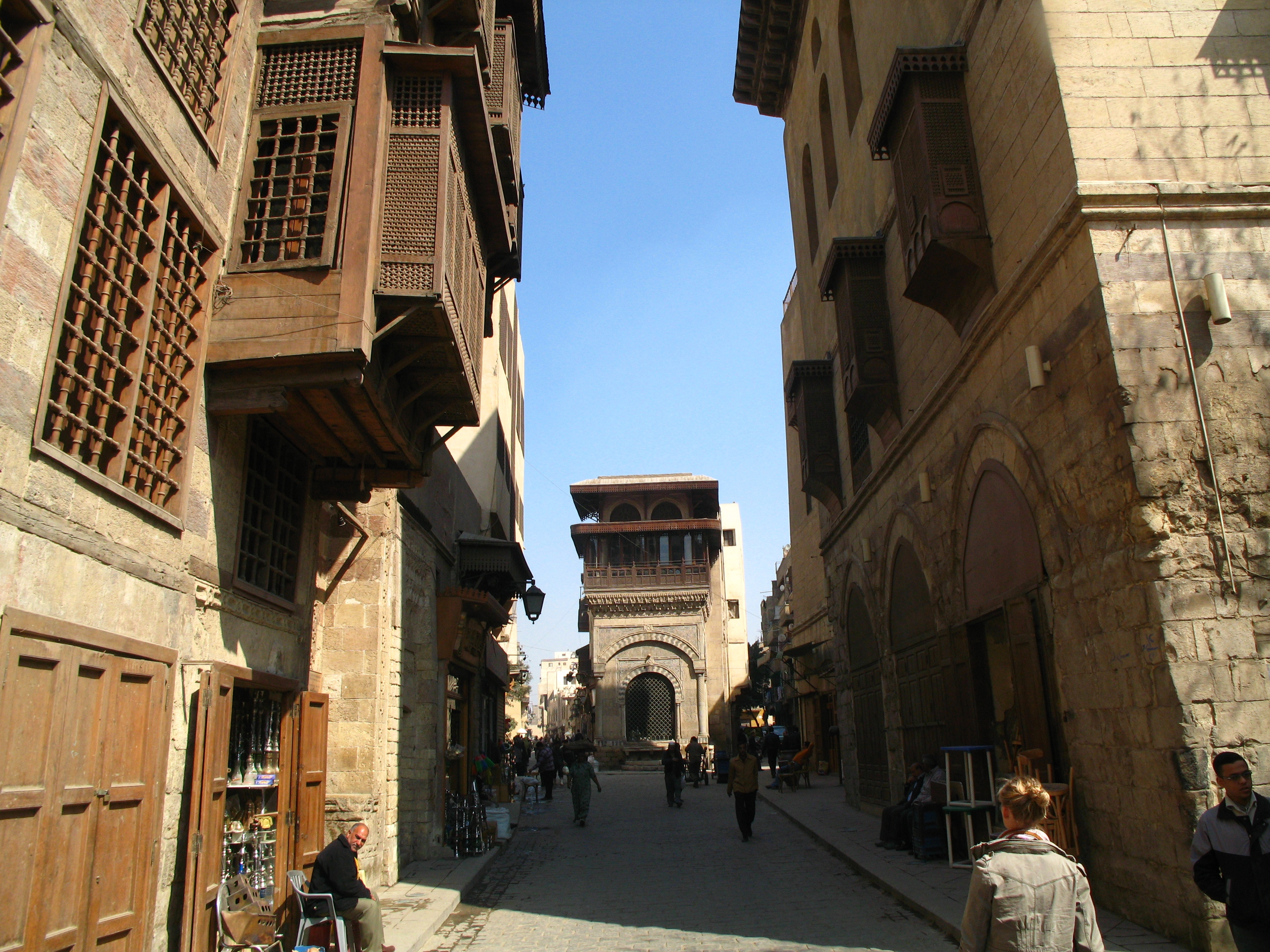
Rua Al-Muizz hoje, no centro histórico do Cairo.

Um dos objetivos das reformas foi se aproximar da aparência original da rua. Os edifícios mais altos do que o nível dos monumentos foram rebaixados em altura e pintados em uma cor apropriada, enquanto a rua foi repavimentada no estilo original. Trinta e quatro monumentos ao longo da rua e cerca de sessenta e sete nas proximidades foram restaurados. Por outro lado, a aparência noturna da rua foi modernizada com a instalação de iluminação externa de última geração nos edifícios. Para evitar o acúmulo de água subterrânea - a principal ameaça ao Cairo islâmico - foi instalado um sistema de drenagem.

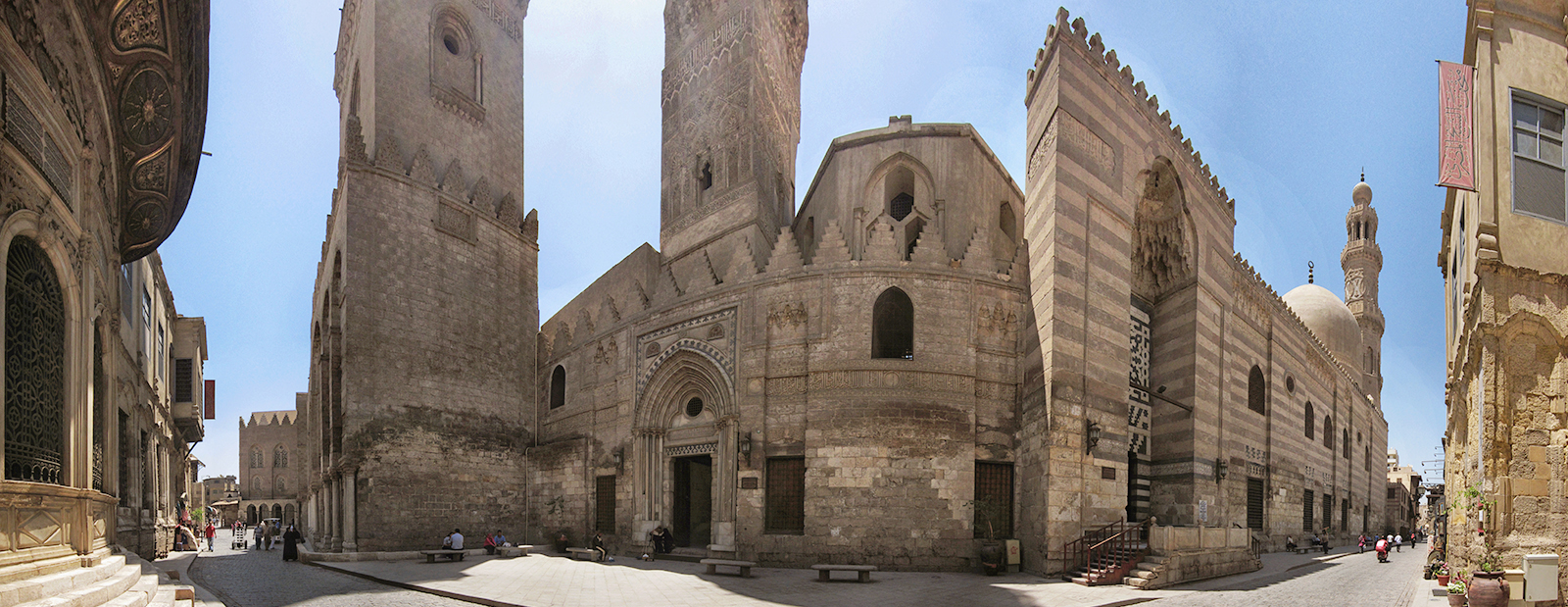
Panorama da rua al-Muizz (em Bayn al-Qasrayn).